# Wheeler (Wisconsin)
Pour les articles homonymes, voir Wheeler.
Wheeler est un village du comté de Dunn, dans l'État du Wisconsin, aux États-Unis. En 2020, il comptait une population de 326 habitants.